# Wexford
Wexford (em irlandês:  Loch Garman) é a sede do Condado de Wexford na República da Irlanda. A cidade é ligada a capital Dublin via rodovia N11, e a rede nacional ferroviária.

## Património
- Casa da Ópera Nacional;

## Cultura
A cidade alberga vários festivais de importância internacional, destacando-se o Wexford Festival Opera, que se realiza na Casa da Ópera Nacional.

## Equipamentos
- Institute of Technology Carlow – Wexford Campus

## Personalidades
- John Banville, escritor
- Colm Tóibín, escritor
- Eoin Colfer, escritor